# 仙台放送 Live News イット!
『仙台放送 Live News イット!』（せんだいほうそう ライブニュースイット）は、仙台放送で2019年4月1日から放送されている宮城県向けのローカルワイドニュース番組。2020年9月27日までは『仙台放送 Live News it!』のタイトルで放送されていた。

## 概要
キー局・フジテレビが『Live News it!』をスタートさせることに伴い、『仙台放送プライムニュース』の後継番組として放送開始。番組内容とキャスター陣は前番組『仙台放送プライムニュース』から継承されている。
2020年9月28日よりフジテレビが『Live News イット!』にタイトル変更することに伴い、本番組もタイトルを『仙台放送 Live News イット!』に変更し、平日版の放送時間を15:45 - 19:00に拡大（県内ニュースは18:09 - 18:45.30・18:55 - 19:00に放送）。16:49.15 - 16:50にローカル枠も設定されたことにより、同枠で18時台県内ニュースのラインナップを放送するようになった。

### タイトルロゴ
- 初代（2019年4月1日 - 2020年9月27日）

カラーリング：仙台放送 Live Newsit!
上段に『仙台放送（局ロゴ）』、中段に『Live News』、下段に『it!』と表記。
- 2代目（2020年9月28日 - ）

カラーリング：仙台放送 news イット!
上段に『仙台放送（局ロゴ）』、中段に『news』、下段に『イット!』と表記。

## 放送時間
| 期間      | 期間      | 放送時間（JST）        | 放送時間（JST） | 放送時間（JST）       |
| 期間      | 期間      | 平日                   | ローカルニュース枠 | 週末                  |
| --------- | --------- | ---------------------- | --- | --------------------- |
| 2019.4.1  | 2020.9.25 | 16:50 - 19:00（130分） | 18:14 - 18:50（36分）                                                                                                   | 17:30 - 18:00（30分） |
| 2020.9.28 | 2022.4.1  | 15:45 - 19:00（195分） | 18:09 - 18:45（36分） 18:55 - 19:00（5分）                                                                              | 17:30 - 18:00（30分） |
| 2022.4.4  | 2022.12   | 15:45 - 19:00（195分） | 17:12 - 17:48（36分） 18:09 - 18:45（36分） 18:55 - 19:00（5分）                                                        | 17:30 - 18:00（30分） |
| 2023.1    | 2023.3    | 15:45 - 19:00（195分） | 【月 - 木】18:09 - 18:45（36分) 18:55 - 19:00（5分) 【金】16:50 - 17:12（22分) 18:09 - 18:45（36分) 18:55 - 19:00（5分) | 17:30 - 18:00（30分） |
| 2023.4    | 2023.9    | 15:45 - 19:00（195分） | 18:09 - 18:45（36分） 18:55 - 19:00（5分）                                                                              | 17:30 - 18:00（30分） |
| 2023.10   | 現在      | 15:45 - 19:00（195分） | 18:09 - 18:48（39分） 18:55 - 19:00（5分）                                                                              | 17:30 - 18:00（30分） |

## 出演者

### 平日版
2024年4月1日より
メインキャスター（何れも仙台放送アナウンサー）
- 梅島三環子（月 - 水曜担当）
- 高橋咲良（月 - 水曜担当）
- 堤勇高（木 - 金曜担当）
- 西ノ入菜月（木 - 金曜担当）

気象キャスター
- 平野貴久（気象予報士）

スポーツキャスター
- 金澤聡（仙台放送アナウンサー）
- 下山由城（仙台放送アナウンサー）

### 週末版
- シフト勤務

### キャスターの変遷
| 期間      | 期間      | メインキャスター      | メインキャスター  | アシスタントキャスター | 気象キャスター | スポーツキャスター |
| 期間      | 期間      | 月曜 - 水曜           | 木曜・金曜        | アシスタントキャスター | 気象キャスター | スポーツキャスター |
| --------- | --------- | --------------------- | ----------------- | ---------------------- | -------------- | ------------------ |
| 2019.4.1  | 2021.10.1 | 寺田早輪子 梅島三環子 | 寺田早輪子 牧広大 | 高橋咲良               | 平野貴久       | 金澤聡 下山由城    |
| 2021.10.4 | 現在      | 梅島三環子 高橋咲良   | 牧広大 西ノ入菜月 | 伊藤瞳                 | 平野貴久       | 金澤聡 下山由城    |

## 仙台放送歴代の夕方ニュース
| 期間      | 期間      | 平日                          | 週末                               |
| --------- | --------- | ----------------------------- | ---------------------------------- |
| 1978.10.2 | 1980.3.30 | 仙台放送イブニングニュース    | （放送なし）                       |
| 1980.3.31 | 1984.9.30 | 仙台放送イブニングニュース    | FNNニュースレポート5:30            |
| 1984.10.1 | 1985.3.31 | FNN仙台放送イブニングニュース | FNNニュースレポート5:30            |
| 1985.4.1  | 1988.3.31 | FNN仙台放送イブニングニュース | FNN仙台放送イブニングニュース      |
| 1988.4.1  | 1997.3.30 | FNN仙台放送スーパータイム     | FNN仙台放送スーパータイム          |
| 1997.3.31 | 1998.3.29 | FNN仙台放送ザ・ヒューマン     | FNN仙台放送ザ・ヒューマン          |
| 1998.3.30 | 2001.4.1  | FNN仙台放送スーパーニュース   | FNN仙台放送スーパーニュース        |
| 2001.4.2  | 2015.3.29 | FNN仙台放送スーパーニュース   | FNN仙台放送スーパーニュースWEEKEND |
| 2015.3.30 | 2018.4.1  | FNN仙台放送みんなのニュース   | FNN仙台放送みんなのニュースWeekend |
| 2018.4.2  | 2019.3.31 | 仙台放送プライムニュース      | 仙台放送プライムニュース           |
| 2019.4.1  | 2020.9.27 | 仙台放送 Live News it!        | 仙台放送 Live News it!             |
| 2020.9.28 | 現在      | 仙台放送 Live News イット!    | 仙台放送 Live News イット!         |